# Lenguas de Bolivia
En Bolivia se hablan de manera mayoritaria el idioma castellano (en sus variantes bolivianas), aymara, quechua, y al menos 34  lenguas indígenas más. A partir de 2009, año en que entró en vigencia la nueva Constitución Política del Estado se reconocen éstos 37 idiomas como oficiales en Bolivia.

## Idiomas oficiales de Bolivia

### Antecedentes
Bolivia declaró por ley  de 1997 al quechua, al guaraní y al aimara como lenguas oficiales junto al español. Mediante decreto supremo N.º 25894 de 11 de septiembre de 2000, promulgado durante el gobierno de Hugo Banzer Suárez y vigente hasta agosto de 2012, se reconocieron como idiomas oficiales de Bolivia treinta y cuatro lenguas indígenas: aimara, araona, ayoreo, baure, besiro, canichana, cavineño, cayubaba, chácobo, chimán, ese ejja, guaraní, guarasu’we (pauserna), guarayu, itonama, leco, machineri, mojeño- trinitario, mojeño-ignaciano, more, mosetén, movima, pacawara, quechua, reyesano, sirionó, tacana, tapieté, toromona, uru-chipaya, weenhayek, yaminawa, yuki, yuracaré y tupí-guaraní.

### Constitución de 2009
Conforme a la  Constitución Política del Estado, vigente desde el 7 de febrero de 2009, Bolivia reconoce treinta y siete idiomas oficiales, incluyendo además del castellano los idiomas de las naciones y pueblos indígenas originario campesinos de Bolivia, señalados en el Art. 5 de la Nueva Constitución Política del Estado:

Artículo 5.
I. Son idiomas oficiales del Estado el castellano y todos los idiomas de las naciones y pueblos indígenas originarios campesinos, que son el aymara, araona, baure, bésiro, canichana, cavineño, cayubaba, chácobo, chimán, ese ejja, guaraní, guarasuawe, guarayu, itonama, leco, machajuyai-kallawaya, machineri, maropa, mojeño-trinitario, mojeño-ignaciano, moré, mosetén, movima, pacawara, puquina, quechua, sirionó, tacana, tapiete, toromona, uruchipaya, weenhayek, yaminawa, yuki, yuracaré y zamuco.

II. El Gobierno plurinacional y los gobiernos departamentales deben utilizar al menos dos idiomas oficiales. Uno de ellos debe ser el castellano, y el otro se decidirá tomando en cuenta el uso, la conveniencia, las circunstancias, las necesidades y preferencias de la población en su totalidad o del territorio en cuestión. Los demás gobiernos autónomos deben utilizar los idiomas propios de su territorio, y uno de ellos debe ser el castellano.
Constitución Política del Estado - Bolivia

### Lista de los idiomas oficiales del Estado Plurinacional de Bolivia
| 1. Aymara 2. Araona 3. Baure 4. Bésiro 5. Canichana 6. Español 7. Cavineño 8. Cayubaba 9. Chácobo 10. Chimán 11. Ese Ejja 12. Guaraní 13. Guarasu'we 14. Guarayu 15. Itonama 16. Leco 17. Machajuyai-kallawaya 18. Machineri 19. Maropa | 20. Mojeño-trinitario 21. Mojeño-ignaciano 22. Moré 23.Mosetén 24. Movima 25. Pacawara 26. Puquina 27. Quechua 28. Sirionó 29. Tacana 30. Tapiete 31. Toromona 32. Uru-chipaya 33. Weenhayek 34. Yaminawa 35. Yuki 36. Yuracaré 37. Zamuco |

### Listado de lenguas de Bolivia
| Grupo                 | Familia      | Población     |
| --------------------- | ------------ | ------------- |
| Araona                | Tacana       | 81 (90)       |
| Ayoreo                | Zamucana     | 771           |
| Baure                 | Arawak       | 13 (630)      |
| Canichana             | (Aislada)    | 3 (583)       |
| Español (monolingües) | Indoeuropea  | 5 000         |
| Cavineño              | Tacana       | 1180 (5058)   |
| Cayubaba              | (Aislada)    | 2 (800)       |
| Chácobo               | Pano         | 550 (770)     |
| Chimane               | Mosetena     | 4000 (5900)   |
| Chiquitano            | (Aislada)    | 5855 (47 000) |
| Chiriguanos           | Tupí-guaraní | 33 670        |
| Ese Ejja              | Tacano       | 225           |
| Guarayo               | Tacano       | 5900          |
| Itonama               | (Aislada)    | 10 (5000)     |
| Leco                  | (Aislada)    | 50 (80)       |
| Machineri             | Arawak       | 140           |
| Moré                  | Chapacura    | 76 (200)      |
| Moseté                | Moseteno     | 750           |
| Movima                | (Aislada)    | 1450          |
| Pacahuara             | Pano         | 17            |
| Sirionó               | Tupí-guaraní | 400           |
| Takana                | Tacana       | 1180 (1736)   |
| Toromona              |              | 25-200        |
| Yaminahua             | Pano         | 137           |
| Yuqui                 | Tupí-guaraní | 125           |
| Yuracaré              | (Aislada)    | 2675          |
| Tapieté               | Tupí-guaraní | 70            |
| Weenhayek             | Mascoyana    | 1800          |
| Aymara                | Aymara       | 1 462 286     |
| Chipaya               | Uru-chipaya  | 1000          |
| Quechua               | Quechua      | 2 400 000     |
| Plautdietsch          | Indoeuropea  | 100 000       |
| Uru                   | Uru-chipaya  | 2 (500)       |

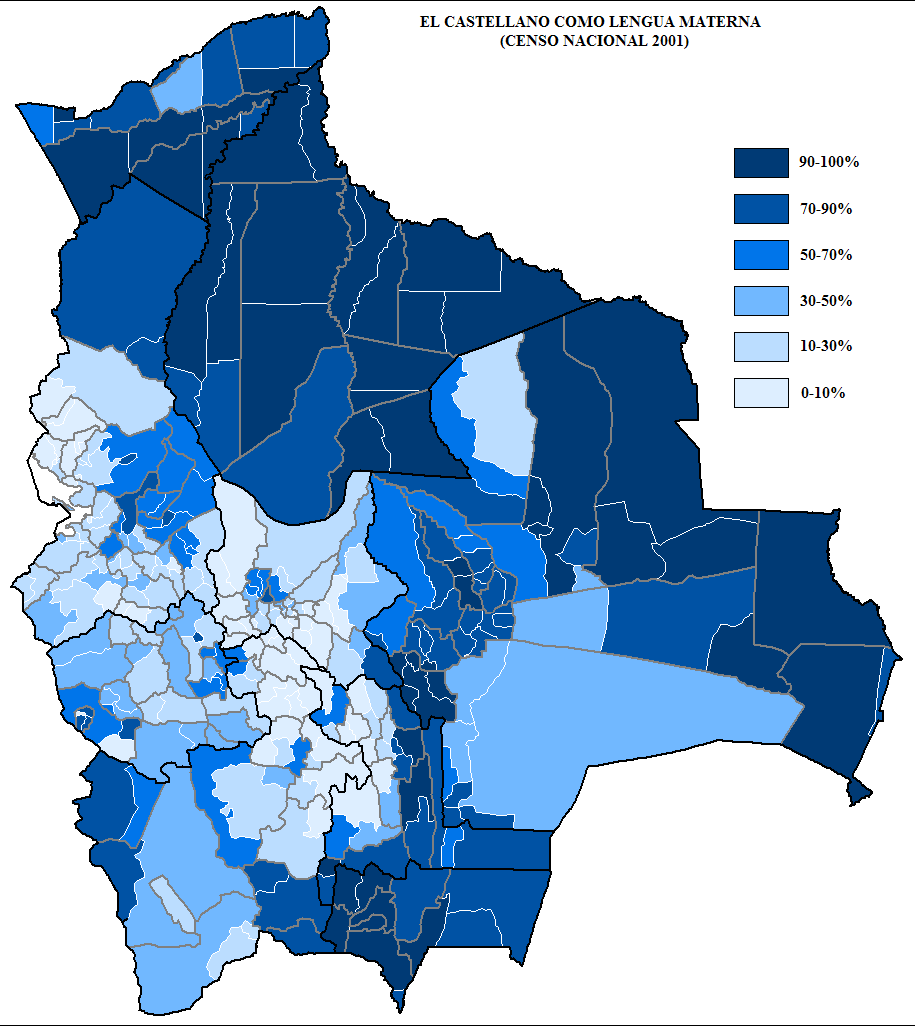
El español como lengua materna en Bolivia por distrito.

La cifra sin paréntesis es el número de hablantes de lengua indígenas y el número entre paréntesis la población del grupo étnico.

### Lista del número de hablantes de lenguas minoritarias indígenas[6]
| Categorías                  | Casos     | %      | Acumulado % |
| No habla otro idioma nativo | 6 927 428 | 99.52  | 99.52       |
| No habla                    | 52        | 0.00   | 99.53       |
| Araona                      | 83        | 0.00   | 99.53       |
| Zamuco                      | 1167      | 0.02   | 99.54       |
| Baures                      | 65        | 0.00   | 99.54       |
| Canichana                   | 3         | 0.00   | 99.54       |
| Cavineño                    | 557       | 0.01   | 99.55       |
| Cayuvaba                    | 15        | 0.00   | 99.55       |
| Chacobo                     | 322       | 0.00   | 99.56       |
| Chamas                      | 6         | 0.00   | 99.56       |
| More                        | 44        | 0.00   | 99.56       |
| Chiman                      | 5038      | 0.07   | 99.63       |
| Chiman Moseten              | 18        | 0.00   | 99.63       |
| Chipaya                     | 1205      | 0.02   | 99.65       |
| Chiquitano                  | 3661      | 0.05   | 99.70       |
| Esse Ejja                   | 418       | 0.01   | 99.71       |
| Guarayo                     | 6629      | 0.10   | 99.80       |
| Ignaciano                   | 895       | 0.01   | 99.81       |
| Itonama                     | 363       | 0.01   | 99.82       |
| Javierano                   | 3         | 0.00   | 99.82       |
| Joaquineño                  | 13        | 0.00   | 99.82       |
| Lecos                       | 105       | 0.00   | 99.82       |
| Lenguara                    | 15        | 0.00   | 99.82       |
| Loretano                    | 2         | 0.00   | 99.82       |
| Machineri                   | 13        | 0.00   | 99.82       |
| Mataco                      | 36        | 0.00   | 99.82       |
| Mojeño                      | 568       | 0.01   | 99.83       |
| Moseten                     | 770       | 0.01   | 99.84       |
| Movima                      | 1026      | 0.01   | 99.86       |
| Maxo-arawak                 | 1         | 0.00   | 99.86       |
| Murato                      | 5         | 0.00   | 99.86       |
| Pacahuara                   | 6         | 0.00   | 99.86       |
| Paunaca                     | 3         | 0.00   | 99.86       |
| Pukina                      | 220       | 0.00   | 99.86       |
| Reyesano                    | 52        | 0.00   | 99.86       |
| Siriono                     | 178       | 0.00   | 99.86       |
| Takana                      | 1019      | 0.01   | 99.88       |
| Tapiete                     | 29        | 0.00   | 99.88       |
| Trinitario                  | 2776      | 0.04   | 99.92       |
| Uru-Chipaya                 | 3         | 0.00   | 99.92       |
| Wenhayek                    | 1608      | 0.02   | 99.94       |
| Yaminawa                    | 47        | 0.00   | 99.94       |
| Yuqui                       | 106       | 0.00   | 99.94       |
| Yura                        | 13        | 0.00   | 99.94       |
| Yurakare                    | 1495      | 0.02   | 99.96       |
| Yurakari                    | 3         | 0.00   | 99.96       |
| Sin especificar             | 2442      | 0.04   | 100.00      |
| Total                       | 6 960 526 | 100.00 | 100.00      |